# James C. Marshall
Brigadegeneraal James Creel Marshall (15 oktober 1897 – 19 juli 1977) was een United States Army Corps of Engineers officier die de initiële leiding had over het Manhattan Project om een atoombom te bouwen tijdens de Tweede Wereldoorlog.
Als lid van de klas van juni 1918 van de United States Military Academy in West Point die vroegtijdig afstudeerde vanwege de Eerste Wereldoorlog, diende hij aan de Mexicaanse grens. Tussen de oorlogen werkte hij aan technische projecten in de Verenigde Staten en de Panamakanaalzone. Hij had de leiding in de overzichtelijke Binghamton basis en in januari 1942, kort nadat de Verenigde Staten in de Tweede Wereldoorlog stapte, werd hij districtsingenieur van het district Syracuse en hield hij toezicht op de bouw van de Rome Air Depot.
In juni 1942 werd Marshall verantwoordelijk gemaakt voor het Manhattan Project. Hij selecteerde de eerste stafleden en koos samen met Luitenant-kolonel Charles Vanden Bulck, die hij al kende van in Binghamton, de nieuwe plaatsnaam Oak Ridge uit.
Hij was de Manhattan  District engineer van 13 augustus 1942 tot 13 augustus 1943.
In september 1942 werd hij vervangen door Brigadegeneraal Leslie Groves. In november 1943 werd hij benoemd tot Assistant Chief of Staff (G-4) van de United States Army Services of Supply (USASOS) in het zuidwestelijk gebied van de Stille Oceaan, werkende in Australia, New Guinea en de Philippijnen.
Marshall verliet het leger in 1947 en verhuisde naar Riverside, Connecticut, waar hij werkte voor M. W. Kellogg Co. Later trad hij toe tot Koppers, bouwde hij een kolenlaadfaciliteit in Turkije en werkte hij aan mijnbouwprojecten in Afrika. Hij was commissaris van Wegen in Minnesota van 1961 tot 1965.